# 車府三
蝎虎座2（车府三），又名BD+45 3894，HD 212120、SAO 51904、HR 8523，是蝎虎座的一颗恒星，视星等为4.57，位于銀經97.79，銀緯-8.86，其B1900.0坐标为赤經22h 16m 53.6s，赤緯+46° -8.86′ 59″。